# Wirada sigillata
Wirada sigillata là một loài nhện trong họ Theridiidae.
Loài này thuộc chi Wirada. Wirada sigillata được miêu tả năm 2009 bởi Lise, Silva & Bertoncello.